# Cerastium microspermum
Cerastium microspermum är en nejlikväxtart som beskrevs av Carl Anton von Meyer. Cerastium microspermum ingår i släktet arvar, och familjen nejlikväxter. Inga underarter finns listade i Catalogue of Life.